# 杜布拉夫卡
杜布拉夫卡是斯洛伐克首都布拉提斯拉瓦的一個地區，位於布拉提斯拉瓦的西北部。在行政區劃上，杜布拉夫卡屬於布拉提斯拉瓦4區。杜布拉夫卡面積約862公頃，人口約39000人。